# Alkinoos Ioannidis

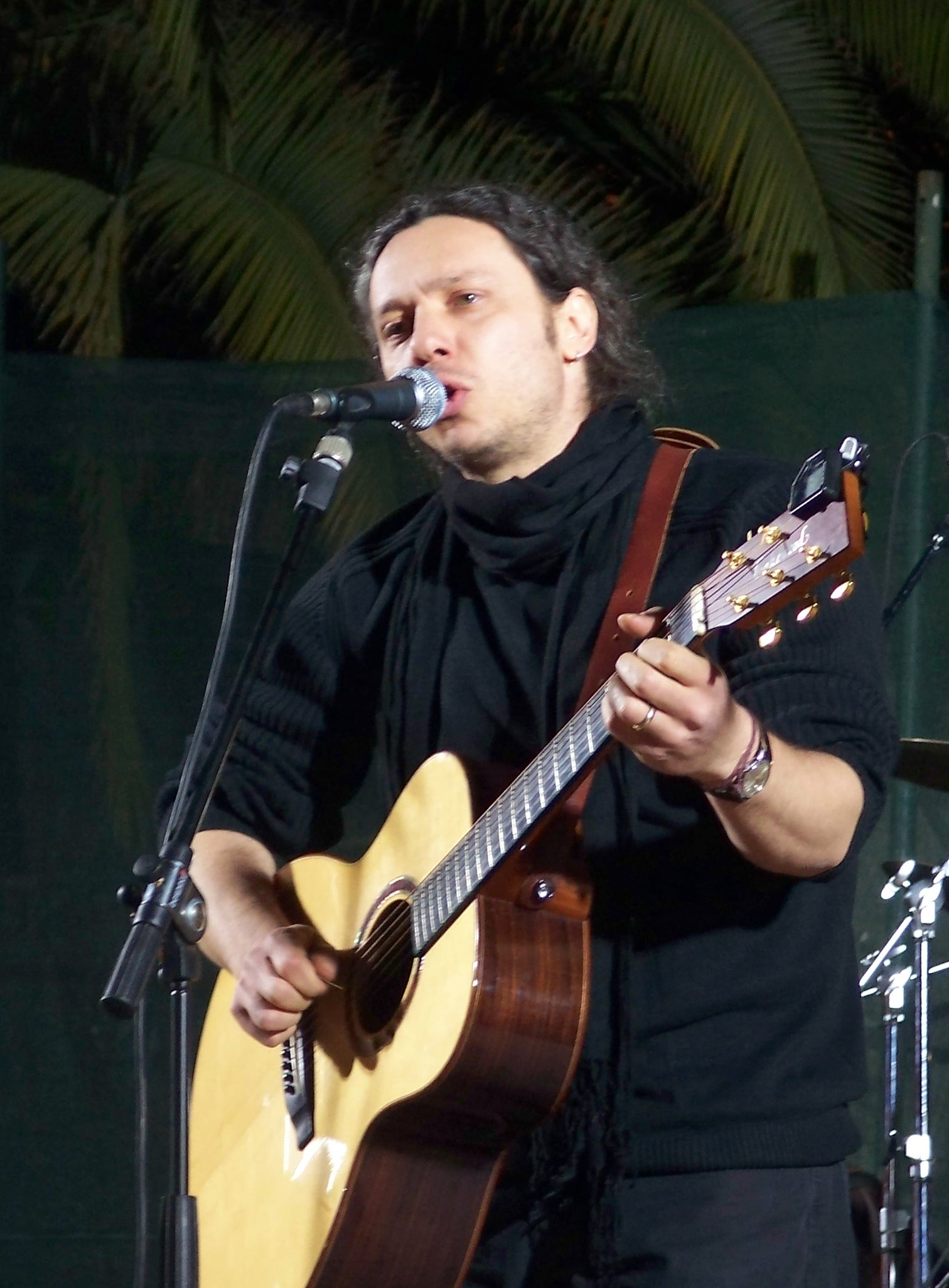
Alkinoos Ioannidis im Dezember 2008

Alkinoos Ioannidis (griechisch Αλκίνοος Ιωαννίδης, * 19. September 1969 in Nikosia) ist ein griechisch-zyprischer Sänger, Liederschreiber und Komponist.

## Leben und Wirken
Er wuchs in einer künstlerischen Familie auf. Sein Vater Antis Ioannidis ist Maler, seine Mutter Marilena studierte Theater und arbeitete beim zyprischen Rundfunk, sein Bruder Linos ist Dichter. Neben dem Schulbesuch studierte er klassische Gitarre am Europäischen Konservatorium in Nikosia.
1989 ging er nach Griechenland, wo er an der Schauspielschule des Nationaltheaters und an der philosophischen Fakultät der Universität Athen studierte. Als Schauspieler trat er zweimal in Hauptrollen Festspielen im antiken Theater von Epidauros auf; 1993 in Samia von Menander und 1997 als Apollon in Alkestis von Euripides, außerdem gelegentlich in Film und Fernsehen.
Als Musiker hat er elf Alben veröffentlicht, von denen die meisten in Griechenland Gold- oder Platinstatus erreichten. Sein Debütalbum von 1993 Stin agora tou kosmou mit Texten und Musik von Nikos Zoudiaris, nahm er unter Mitwirkung der bekannten griechischen Sängerin Dimitra Galani auf, die auch die Produktion leitete. Es folgte ein weiteres Album in Zusammenarbeit mit Zoudiaris, mit dem Titel Opos mystika ke isycha.
Seit dem 1997 erschienenen dritten Album O dromos, o chronos ke o ponos stammen Texte und Musik von Alkinoos Ioannidis selbst. Für die charakteristische graphische Gestaltung seiner Studioalben sind Gemälde seines Vaters verwendet.
Als Gastmusiker wirkte Alkinoos Ioannidis bei mehr als 40 Alben anderer Künstler mit, seit 1993 ging er auch regelmäßig auf Tourneen, mit Band oder solo, gelegentlich auch in Zusammenarbeit mit anderen Künstlern, wie der Sängerin Eleftheria Arvanitaki. Er arbeitete mit zahlreichen griechischen und internationalen Orchestern und griechischen Musikern zusammen. 2011 kooperierte er mit Maria Farandouri in einem Konzertprogramm zu Ehren des 100. Geburtstags des Lyrikers und Textdichters Nikos Gatsos.
Seine Hauptinstrumente neben seinem Gesang sind die akustische und die elektrische Gitarre, jedoch spielt er auch Laute, Flöte und Rhythmusinstrumente. Seine musikalischen Einflüsse umfassen traditionelle zyprische Musik, griechische Musik der letzten Jahrzehnte, byzantinische Musik, Musik des Nahen Ostens, klassische Musik sowie Rock und Jazz.
Seit 2005 studierte er am staatlichen Konservatorium in St. Petersburg klassische Komposition und schuf in der Folge auch symphonische Werke, die in St. Petersburg, Berlin, Athen und Limassol zur Aufführung gelangten. Seine Tourneen führten ihn unter anderem in die USA, England, Deutschland, Russland, Frankreich, Belgien und die Balkanländer. 2002 trat er anlässlich der Eröffnung der neuen Bibliothek von Alexandria dort auf.
Ein Album mit einer Auswahl seiner Lieder erschien im Januar 2012.
Das jüngste, 2014 erschienene, Album Mikri valitsa - Small Suitcase, ist all denen gewidmet, die ihren Ort  verlassen müssen oder von ihm verlassen werden. Es enthält Anklänge an Rembetika, Gastauftritte von Maria Farandouri und Sokratis Malamas und kombiniert klassische Streichinstrumente mit traditionellen Instrumenten. Nach dieser Veröffentlichung folgten zahlreiche Konzerte in Griechenland, Zypern, den USA und in verschiedenen europäischen Ländern.

## Diskografie

### Alben
- 1993: Stin Agora tou kosmou (Στην Αγορά του κόσμου – Auf dem Markt der Welt) mit Musik und Texten von Nikos Zoúdiaris (Νίκος Ζούδιαρης)
- 1995: Opos mystiká ke Ísycha (Όπως μυστικά και ήσυχα – Wie heimlich und still) mit Musik und Texten von Níkos Zoúdiaris
- 1997: O dromos, o chronos ke o ponos – (Ο δρόμος, Ο χρόνος και ο πόνος – Der Weg, die Zeit und der Schmerz)
- 1999: Anemodiktis (Ανεμοδείκτης – Wetterhahn)
- 2000: Doppel-CD live Album: Ektos topou ke chronou (Εκτός τόπου και χρόνου – Außerhalb von Raum und Zeit)
- 2004: Oi peripeties enos proskyniti (Οι περιπέτειες ενός προσκυνητή – Die Abenteuer eines Pilgers)
- 2006: Synantisi (Συνάντηση – Begegnung), eine Zusammenstellung von Kooperationen mit anderen Künstlern 1994–2006
- 2006: Pou Dysin os Anatolin (΄Πού Δύσην Ώς Άνατολήν – Von Westen bis Osten) – zyprische Volkslieder, gemeinsam mit Miltiádis Papastámou (Μιλτιάδης Παπαστάμου)
- 2006: Manos Hadjidakis - 4 theatrical myths (Μάνος Χατζιδάκις – 4 θεατρικοί μύθοι), gemeinsam mit Manolis Lidakis (Μανώλης Λιδάκης)
- 2007: Doppel-CD und DVD live Album: Lykavitos Live (Λυκαβητός live), gemeinsam mit Haris Alexiou und Sokratis Malamas (Σωκράτης Μάλαμας)
- 2009: Neroponti (Νεροποντή – Regenguss)
- 2011: Doppel-CD live Album: Gyalinos Kosmos (Γυάλινος Κόσμος)
- 2011: Synkomidi (Συγκομιδή – Ernte), Box mit acht persönlichen CDs (und acht Drucken von Bildern seines Vaters Antis Ioannidis, die für die Gestaltung der CDs Verwendung fanden)
- 2012: Local Stranger (Kompilation)
- 2014: Mikri valitsa - Small Suitcase (Μικρή βαλίτσα – Small Suitcase)